# Teófilo de Luis Rodríguez
Teófilo de Luis Rodríguez, né le 20 juin 1952, est un homme politique espagnol membre du Parti populaire (PP).
Il devient député de la circonscription de Madrid en juillet 1995.

## Biographie

### Vie privée
Il est marié et père de trois enfants.

### Profession
Il est titulaire d'une licence en sciences économiques.

### Carrière politique
Il est secrétaire technique du groupe populaire de 1989 à 2012. Il a été quatrième secrétaire du Congrès des députés pour la Xe législature.
Le 6 juin 1993, il est élu député pour Madrid au Congrès des députés mais n'entre en fonctions qu'à partir de 1995 et est réélu successivement depuis. En tant que parlementaire, il s'est intéressé aux questions liées à Cuba dont il est natif.